# Carla Morrison
Pour les articles homonymes, voir Morrison.
Carla Morrison est  une auteure-compositrice-interprète mexicaine née à Tecate au Mexique  le 19 juillet 1986,.
Elle est lauréate de trois Latin Grammy Awards. Son premier album, Déjenme llorar, sorti en 2012 est certifié disque de platine au Mexique pour 60 000 ventes,. En 2015, le deuxième album, Amor supremo, a atteint aux États-Unis la première place du classement Latin Pop Albums du Billboard et a reçu un très bon accueil de la critique américaine,,.
En 2015, elle fait ses débuts d'actrice dans le film Ana Maria in Novela Land réalisé par Georgina Garcia Riedel.

## Discographie

### Albums
- 2012 : Dejenme llorar
- 2015 : Amor supremo
- 2017 : Amor supremo desnudo (version acoustique de Amor supremo)
- 2022 : El Renacimiento

### EPs
- 2009 : Aprendiendo a aprender
- 2010 : Mientras tú dormías...
- 2013 : Jugando en serio
- 2016 : La niña del tambor

## Distinctions

### Récompenses
- Latin Grammy Awards 2012[10] :
  - Meilleur album de musique alternative pour Dejenme llorar
  - Meilleure chanson alternative pour Dejenme llorar
- Latin Grammy Awards 2016 : Meilleure chanson alternative pour Vez primera[11]

### Nominations
- Latin Grammy Awards 2011 : Meilleur album de musique alternative pour Mientras tú dormías...[12]
- Latin Grammy Awards 2012[10] :
  - Album de l'année pour Dejenme llorar
  - Chanson de l'année pour Dejenme llorar
- Grammy Awards 2013 : Meilleur album rock, urbain, alternatif latino pour Dejenme llorar[13]
- Latin Grammy Awards 2016 : Meilleur album de musique alternative pour Amor supremo[14]
- Grammy Awards 2017 : Meilleur album rock, urbain, alternatif latino pour Amor supremo[13]
- Latin Grammy Awards 2018 : Meilleur album vocal pop traditionnel pour Amor supremo desnudo[15]
- Latin Grammy Awards 2022[16] :
  - Chanson de l'année pour Encontrarme
  - Meilleur album pop vocal pour El Renacimiento

## Filmographie
- 2015 : Ana Maria in Novela Land de Georgina Garcia Riedel : Laura Diaz